# José Manuel García Córdova
José Manuel García Córdova (Bambamarca, 1853-Lima, ?) fue un abogado, magistrado y político peruano. Fue diputado por Hualgayoc (1878-1879); juez de primaria instancia de Iquitos (1895-1901); senador por Loreto (1902-1906) y por San Martín (1908-1912); ministro de Gobierno (1910) y de Fomento (1911-1912); senador constituyente (1919); y nuevamente senador por San Martín a lo largo del Oncenio (1919-1930). También volvió a ser ministro de Gobierno durante dicho régimen (1926). 
Empezó militando en el Partido Civil y luego pasó a ser uno de los más conspicuos partidarios del presidente Augusto B. Leguía, en su primer y segundo gobierno. Desde el Congreso promovió la ley que permitió las sucesivas reelecciones de dicho mandatario. Tras la caída de Leguía en 1930, se retiró de la vida pública.

## Biografía

### Nacimiento y formación
Hijo de Luis García y Manuela Córdova. Hizo sus estudios primarios en la ciudad de Cajamarca; luego, al instalarse en Lima, cursó su educación secundaria en el Colegio de la Inmaculada y en el Colegio Nacional Nuestra Señora de Guadalupe. En 1873 ingresó a la Universidad Mayor de San Marcos. En 1877 se graduó de bachiller en Jurisprudencia. En 1889 se recibió de abogado.

### Diputado por Hualgayoc
En 1878 fue elegido diputado suplente por la provincia de Hualgayoc. Al estallar la guerra con Chile se alistó en la reserva organizada para la defensa de la capital. Con el rango de teniente, participó en la batalla de Miraflores, librada el 15 de enero de 1881, tras la cual los chilenos ocuparon Lima. Al reunirse ese mismo año el Congreso en Chorrillos para discutir las bases de una posible paz, se sumó a la legislatura extraordinaria en su calidad de diputado suplente.

### Juez y senador por Loreto y San Martín
Tras recibirse como abogado, fue nombrado juez de primera instancia de Iquitos (1895-1901). Postuló a una senaduría por el departamento de Loreto, ganándola sin oposición.
Como senador por Loreto (1902-1906) promovió la creación del departamento de San Martín, que se concretó con la ley 201, de 4 de septiembre de 1906. En las siguientes elecciones fue elegido senador por San Martín (1908-1912).

### Ministro de Gobierno y de Fomento

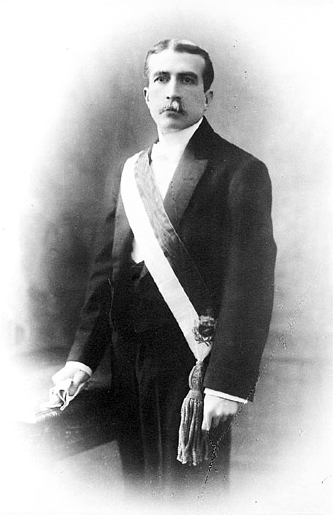
El presidente Augusto B. Leguía en 1908.

Fue dirigente del Partido Civil, de cuya junta central directiva fue secretario entre 1910 y 1915. Desde 1903, el civilismo mantenía su hegemonía en la política peruana, pero ya bajo el primer gobierno de Augusto B. Leguía (1908-1912) se empezó a dividir, cuando un grupo mayoritario de parlamentarios civilistas se alinearon en torno a la figura del presidente Leguía, ante la oposición desatada por otro grupo de civilistas, que conformaban el llamado El Bloque y que estaban aliados con otros grupos políticos. Uno de los que respaldaron a Leguía fue precisamente García, que bajo dicho gobierno fue nombrado ministro de Gobierno y Policía (1910) y ministro de Fomento y Obras Públicas (1911-1912).
Cuando el 4 de febrero de 1914 se produjo el derrocamiento del presidente Guillermo Billinghurst, García apoyó el derecho de sucesión del primer vicepresidente Roberto Leguía. Pero al darse en el Congreso el consenso político para otorgar la presidencia provisoria al coronel Óscar R. Benavides, se apartó temporalmente de la actividad política.

### Senador por San Martín. Partidario de Leguía.
Retornó a la política en 1918 para comandar la campaña electoral de Leguía con miras a las elecciones de 1919. Ganó Leguía, pero temeroso este de que el Congreso le arrebatase su triunfo, dio el golpe de Estado de 4 de julio de 1919. En todo este proceso estuvo siempre García a lado de Leguía, brindándole su apoyo y consejo.
Iniciado el nuevo gobierno de Leguía (que después se denominaría el Oncenio), García volvió a ser elegido senador por el departamento de San Martín pero, esta vez, para la Asamblea Nacional de 1919 que tuvo por objeto emitir una nueva constitución, que fue la Constitución de 1920.
Luego se mantuvo como senador ordinario hasta 1930, es decir, a lo largo de todo el Oncenio. En el aspecto partidario, fue miembro de la junta directiva del Partido Democrático Reformista, el partido fundado por Leguía para que fuera el soporte de su gobierno.
Desde el Senado, García apoyó decididamente las políticas implementadas por Leguía. Presentó, junto con su colega Enrique Basadre Stevenson, el proyecto de reforma constitucional que permitía las sucesivas reelecciones del presidente. Fue aprobada mayoritariamente en el Senado, el 7 de octubre de 1922, y lo mismo ocurrió cuando pasó a la Cámara de Diputados.

### Ministro de Gobierno (1926)

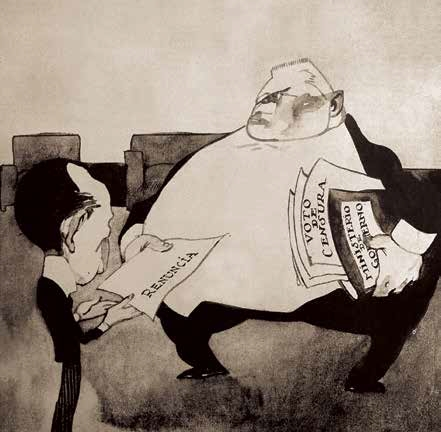
Caricatura de la Revista Mundial (24 de diciembre de 1926), alusiva a la renuncia de José Manuel García al ministerio de Gobierno. El epígrafe al pie reza que «hoy no se rompe la pita, señor, por lo más delgado sino que es por lo más gordo», aludiendo al aspecto físico del ministro.

Fue también ministro de Gobierno, aunque por breve tiempo, pues renunció al cabo de pocos meses en 23 de diciembre de 1926, al sufrir el voto de censura del Congreso, que le cuestionó por un supuesto atentado sufrido por el presidente Leguía. Fue uno de los dos casos de censura parlamentaria que hubo en dicho régimen.
La versión oficial del supuesto intento de magnicidio fue que un licenciado del ejército, de nombre Narciso Huanca Ríos, se apostó en el atrio de la Catedral de Lima con una bomba de mano, a la espera de que pasara por ahí el presidente. Pero al no aparecer este, quiso ocultar la bomba; fue en esa circunstancia cuando la bomba se le cayó y explotó, muriendo despedazado. Posteriormente se dijo que todo había sido una farsa en la que se usó un cadáver al que se dinamitó; todo ello con el propósito de que cayera el ministro de Gobierno, que no era bien visto por el resto de allegados al presidente.
Tras el golpe de Estado de 1930 que provocó la caída de Leguía y su gobierno de once años, se retiró de toda actividad pública.